# 瓦萨·普利荷达

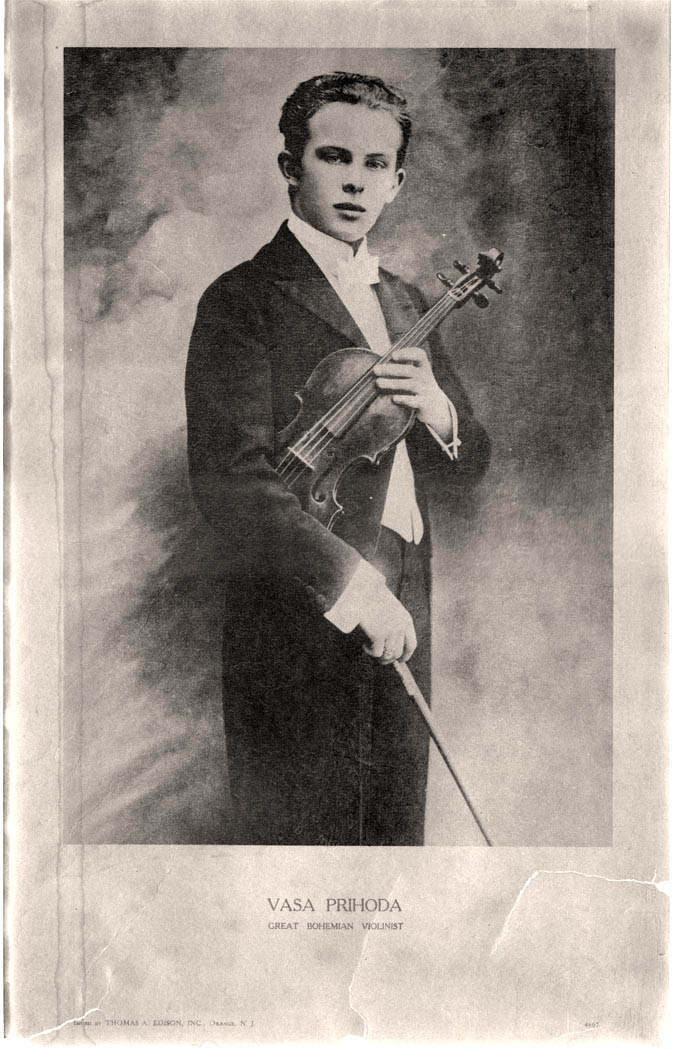
瓦萨·普利荷达（~1921年）

瓦萨·普利荷达（捷克語：Váša Příhoda；1900年8月22日—1960年7月26日），捷克小提琴家，以出色演奏技术和优美音色著称，同时谱有少量作品。

## 生平
普利荷达出生于捷克的沃德尼亚尼，自幼随其父学琴，13岁即举办了第一场个人音乐会。19岁时普利荷达前往意大利发展，但开始影响平平，随后偶然间受到意大利著名指挥家托斯卡尼尼赏识，成为其音乐生涯重要的转折点，在大师的协助下，紧接着的意大利巡演大获成功，并前往南美洲和美国演出。
不到几年的光景，年纪轻轻的普利贺达已经享有盛名，被认为是欧洲演奏技术最好的小提琴家之一。1930年普利荷达和马勒的侄女，小提琴家阿尔玛·罗斯结婚，1935年离婚。这段婚姻经历颇有争议，普利荷达被认为为了维持自己的音乐事业，在社会上逐渐兴起的反犹浪潮下与犹太裔妻子离婚。即便普利荷达的第二任妻子也是犹太人，这些批评与指责仍然伴随了他一生。二战结束之后，捷克政府针对普利荷达在纳粹德国的演出行为，判决禁止他在捷克继续演出，他只好离开祖国前往意大利栖居，随后移居到土耳其，1948年获得土耳其国籍。1950年起普利荷达在维也纳音乐与表演艺术大学担任教授，命运稍有起色的他又在1954年一起车祸中右上臂骨折，健康状况也持续下降。
1956年捷克政府终于解除对普利荷达的禁令，他受邀回到阔别12年的祖国参加布拉格之春国际音乐节，受到极热烈的欢迎。1960年普利荷达举办了个人最后一场音乐会，不久后因心脏病病逝于维也纳。